# Длужек (Вармінсько-Мазурське воєводство)
Длужек (пол. Dłużek, нім. Hartigswalde) — село в Польщі, у гміні Єдвабно Щиценського повіту Вармінсько-Мазурського воєводства.
Населення — 65 осіб (2011).
У 1975-1998 роках село належало до Ольштинського воєводства.

## Демографія
Демографічна структура станом на 31 березня 2011 року:
|          | Загалом | Допрацездатний вік | Працездатний вік | Постпрацездатний вік |
| -------- | ------- | ------------------ | ---------------- | -------------------- |
| Чоловіки | 30      | 8                  | 21               | 1                    |
| Жінки    | 35      | 9                  | 19               | 7                    |
| Разом    | 65      | 17                 | 40               | 8                    |